# Simpsonwoestijn

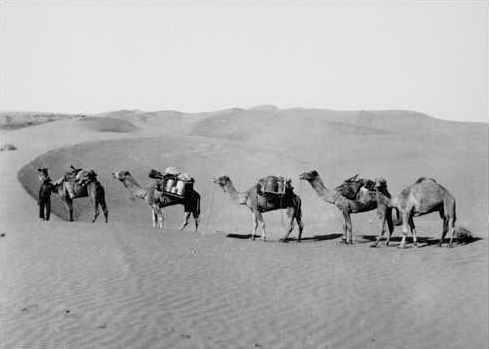
Reizigers in de Simpsonwoestijn

De Simpsonwoestijn (Engels: Simpson Desert) ligt in Centraal-Australië en strekt zich uit over het Noordelijk Territorium, Zuid-Australië en Queensland. Zij beslaat een oppervlakte van ongeveer 170.000 km². De woestijn heet zo sinds 1930, toen de ontdekkingsreiziger Cecil Madigan het gebied noemde naar Alfred Allen Simpson, een Australische wasmachinefabrikant, filantroop en voorzitter van de Royal Geographical Society of Australasia.
Ten noordwesten van de woestijn ligt het MacDonnellgebergte, in het zuidoosten gaat de Simpsonwoestijn over in de Tirariwoestijn en in het zuiden ligt het Eyremeer.
Verschillende delen van de woestijn zijn beschermd. Het oostelijke deel in Queensland vormt het Nationaal park Simpson Desert. Het Zuid-Australisch gedeelte omvat drie afzonderlijke beschermde gebieden: het Nationaal park Witjira, het Regionaal reservaat Simpson Desert en het Conservatiepark Simpson Desert.
De Simpsonwoestijn is een zandwoestijn met honderden rode parallelle duinen die een lengte hebben tussen de 300 en 500 km. De gemiddelde jaarlijkse neerslag bedraagt 130 ml, maar door de grote schommelingen die van jaar tot jaar optreden laat dit zich niet voorspellen. De zomertemperatuur bereikt limieten van meer dan 50°C.